# Embu (piłkarz)
Sérgio Henrique Saboia Bernardes (ur. 18 maja 1973) – brazylijski piłkarz występujący na pozycji pomocnika.

## Kariera piłkarska
Od 1992 do 2012 roku występował w Corinthians Paulista, Verdy Kawasaki, Coritiba, América, Portuguesa, Santa Cruz, Bangu AC, Cerro Porteño, Roma, Maranhão, Imperatriz, Comercial, Piauí, Fast, Genus i Alto Acre.